# ダイヤ改正
ダイヤ改正（だいやかいせい）とは、鉄道・バス・船舶などの公共交通機関において、輸送力増強や路線網の変更へ対応するためにダイヤグラムの見直しを行うことである。

## 概要
ダイヤ改正は、その規模により従来のダイヤを一旦白紙（=ゼロベース）に戻した上で、すべてを書き換える白紙改正（ゼロベース改正とも言う）と、従来のダイヤを基本として、少しずつ修正・追加する挿入式改正に大別される。
鉄道においてダイヤ改正を行う契機としては、
- 信号場・駅あるいは待避線の新設・廃止による線路の輸送容量の見直し
- カントのかさ上げや重軌条化・一線スルー化・保安装置の更新などに伴う列車の最高速度の変更
- 複線・複々線の新設による線路の輸送容量の増加
- 電化、新型車両の投入などに伴う列車の最高速度・加減速度・曲線進入速度の変化または1列車あたりの輸送容量の増減

などが挙げられる。また、直通運転や接続を行う路線のダイヤが改正されると一緒にその路線のダイヤも改正される場合が多い。
ダイヤ作成の場において、鉄道事業者としては従来設定されていない列車の登場や利用率の低い列車の廃止なども予告されることがあり、特に営業上重要である新型車両の落成などによる優等列車の車両交代などはこの日を境として行われることが多い。翌日からの新ダイヤに備えるため、改正日の前夜はダイヤを一部変更したり、終電後の深夜に回送列車を運行する場合もある。一般に改正日の始発列車から施行されるが、夜行列車については改正後の態勢へ移行する関係で前日に出発する列車の時刻や編成、停車駅などが改正前と一部異なる場合があった。そうした場合を含め、日付をまたぐ列車については臨時列車として運行することが通例となっている。
ダイヤ改正により利便性が低下した場合、利用者などから「ダイヤ改悪」と揶揄されることもある。減便するための改正であっても多くの鉄道事業者は「ダイヤ改正」と表記するが、一部の鉄道事業者やバス事業者およびメディアでも、「改正」ではなく「改定」や「変更」、「見直し」としているのはそのためである。ただし、優等列車の本数や停車駅変更は利用者により利害が一致しない場合が多い。停車駅削減には削減対象駅の利用客や周辺施設などから反発が強いため、ダイヤ上の基幹となる列車種別を変更して実質的な停車駅削減を行う例なども見られる。ただし近年では内容に関わらず大規模な時刻変更そのものが「ダイヤ改正」という言葉で定着しているという理由から「改正」という言葉を再び使い始めた事業者や、昨今の社会情勢により内容がほとんど減便としていたため「改正」を使わず「見直し」を使う事業者もある。

## ダイヤ改正の手順
ダイヤ改正を行うにあたっては、大きな改正であれば2 - 3年前から検討が始められることがある。特に新線の開業など大きな変更がある場合には、長い時間を掛けて検討が行われる。これは車両や線路の設備をどのようにするかにもダイヤが影響してくるため、概略を検討しておく必要があるためである。また、ダイヤは鉄道会社にとって商品に当たるため、経営戦略とも絡んで検討が行われる。
より具体的なダイヤは、改正まで1年をきった頃から実際の策定作業が始められる。新幹線や長距離列車といった骨格となる列車の計画が中央で行われ、地域輸送の普通列車などはその地域を担当する支社などが行うのが通常である。作成には路線ごとの輸送需要や線路容量、車両の速度種別や運用効率、乗務員の運用等が勘案される。所要時間については、車両性能や制限速度に基づき地点ごとの速度を表した運転曲線（ランカーブ）から基準運転時分を定め、そこに余裕時分を加えて決めている。手順としては最初に1時間ごとの大まかなダイヤグラムを作り、その後10分ごと数分ごととダイヤグラムを作っていき最終的には15秒単位の二分目ダイヤを作っていく。路線によっては一分目ダイヤを使うこともある。普通列車と比べ、優等列車（特急・急行列車など）の運転時刻が優先的に決められる場合が多い。
また、線路の容量をフルに使うのではなく、ある程度の余裕を見込む必要がある。特に保線作業を行うために必要な時間を確保する必要があり（これを「保守間合い」という）、通常は夜間に保守間合いが確保されるが、主要な路線においては夜行列車や貨物列車の運転との兼ね合いが最大の問題となる。昼間に大規模に列車を運休してリフレッシュ工事を行う路線もある。会社間を越えて乗り入れが行われている列車の場合は会社間で協議が行われる。1箇所での変更が他に影響を与えるため、何度も担当部署の間でやり取りが行われて詳細が策定されていく。
かつての国鉄時代に行われた全国ダイヤ改正会議では、全国の担当者を一堂に集めて数週間にもおよぶ下案会議や本会議が行われていた。これには、温泉旅館を借り切って長い時間を掛けて作業を行っていたため、「温泉会議」とも称されたが、JRに移行してからは全国規模で一斉に白紙ダイヤ改正を行わないため、このような光景はなくなった。
ダイヤの詳細が決定すると、ダイヤ改正の3か月前程度を目処にプレス発表が行われる。この時期に発表されるのは、ダイヤが確定する時期に合わせたものである。
実際に改正されたダイヤを実施するに当たっては、新製された車両の投入や既存の車両の転属を行うことがある。これらの回送の計画も一緒に行われる。新製車両を投入する時は、既存の車両と合わせると車両基地が溢れてしまうことがあり、一時的に他の場所で保管しておいて、ダイヤ改正に合わせて一斉に入れ替えることもある。
また、私鉄や地下鉄のように夜間に完全に列車の運行がなくなる場所ではあまり問題はないが、東海道本線や東北本線などの夜行列車や貨物列車が一晩中走り続けている重要幹線などでは、ダイヤ改正時の移り替わりが問題となる。このためにダイヤ改正前日または当日に一部の列車の時刻を変更したり、運休したりして対応する。この計画のことを移り替わり計画という。また改正日には駅の時刻表を貼り直したり、車両基地で編成の組み換えを行ったり、改正のための作業が徹夜で行われている。近年では作業の簡略化を目的として、改正後のダイヤが確定した時点で駅掲載の時刻表は改正後のものへの変更が順次なされ、改正日までは改正後の時刻表の上に改正前の時刻表が貼り紙で貼りだされていることが多くなっている。
ダイヤ改正を実行してしばらくすると、実行してみてはじめて判明した不都合な点が出てくることがある。これは乗換接続の問題であったり、特定の列車だけ遅れがちであるというような運行上の問題であったりする。こうした問題を解消するために、細かい時刻修正（訂補）が行われることがある。

## 日本におけるダイヤ改正

### 鉄道
日本の鉄道草創期では、お雇い外国人のウォルター・ページによってダイヤグラムが組まれたとされる。1890年代からは日本人技術者によってダイヤグラムが作成されるようになり、その都度ダイヤ改正が行われることとなった。
旧・日本国有鉄道（国鉄）では数年おきに白紙改正が実施されていたが、その中でも1961年（昭和36年）10月に実施された通称「サン・ロク・トオ」や1968年（昭和43年）10月に実施された通称「ヨン・サン・トオ」と呼ばれるダイヤ改正は有名である。国鉄時代は10月にダイヤ改正を実施することが多かった。これは繁盛期を避けることや天災の被害の可能性が小さいこと、乗務員の訓練が十分に行われているため、適した時期であったためである。なお国鉄最後の大規模なダイヤ改正は1986年11月15日に行われ、このダイヤは1988年3月改正まで使われた。
1988年以降は鉄道各社のダイヤ改正は3月頃に行われることが多い。改正の曜日は通勤・通学に影響を及ぼしにくい土曜日、次いで日曜日がほとんどである。これは官庁が年度末であること、民間企業にとっても決算月が多い事情から公約の期限として開業や開設目標が集中している要因があるためである。
JR各社の改正はその会社の管轄が広いことから影響を受ける範囲が大きいため、関係する私鉄やバス事業者も同時に改正を行うことが多い。国鉄分割民営化以降、2010年代初めごろまでの間はJRグループは各会社ごとに独自でダイヤ改正を実施することが多かった。東日本旅客鉄道（JR東日本）では1993年から2010年までは12月上旬に独自でダイヤ改正を実施していたが、これは旅客輸送が最も閑散な時期であり、混乱があっても影響が小さい時期であるためである。北海道旅客鉄道（JR北海道）も2013年までは10月にダイヤ改正を独自で実施していたが、2014年以降は他のJR各社と同様に3月に実施することが多い。四国旅客鉄道（JR四国）ではダイヤ改正が実施されない年もあった。東海旅客鉄道（JR東海）・西日本旅客鉄道（JR西日本）・九州旅客鉄道（JR九州）・日本貨物鉄道（JR貨物）でも独自のダイヤ改正を実施することがあったが、2010年代以降、基本的に毎年3月頃に各会社まとめてダイヤを改正する。
その他、大手私鉄などでもダイヤ改正が行われる。大手私鉄のダイヤ改正に関しては以下の各社の該当記事を参照。なお、一部の鉄道ファンの間などでは、全国鉄道ダイヤ改正とも呼ばれる。
- 東武鉄道のダイヤ改正
- 西武鉄道のダイヤ改正
- 京成電鉄のダイヤ改正
- 京王電鉄のダイヤ改定
- 東急電鉄のダイヤ改正
- 京浜急行電鉄のダイヤ改正
- 小田急電鉄のダイヤ改正
- 相模鉄道のダイヤ改正
- 東京地下鉄のダイヤ改正
- 名古屋鉄道のダイヤ改正
- 近畿日本鉄道のダイヤ変更
- 南海電気鉄道のダイヤ改正
- 阪神電気鉄道のダイヤ改正
- 京阪電気鉄道のダイヤ改正
- 阪急電鉄のダイヤ改正
- 西日本鉄道のダイヤ改正

### バス
バスでも運行本数の増回・減回・時刻変更を行うことをダイヤ改正という。路線バスにおけるダイヤ改正は需要の増大などにおいてバスを増回させる、新規鉄道路線の開業に伴い運行路線を再編する、営業所移転に伴い系統再編するなどの理由により行われる。また都市間バスの場合には高速道路の新規開業など、空港連絡バスの場合にはフライトの時刻変更によってダイヤ改正が行われることがある（特に地方空港の場合）。

### 船舶
船舶でも運航本数の増便・減便・時刻変更を行うことをダイヤ改正という。船舶におけるダイヤ改正では、船種変更により行われることもある。

### 航空機
ダイヤグラム自体が存在しない航空機では、一定の期間の運行スケジュールによってフライトの時間をその都度決定する方式であるため、運航本数の増便・減便を行うことをダイヤ改正と公に述べる会社はないが、一部の外部の記事では「ダイヤ改正」という語句を用いる。また、航空会社各社では時刻表を更新することによって運航本数の増便・減便を利用者に知らせている。

## ヨーロッパの鉄道におけるダイヤ改正

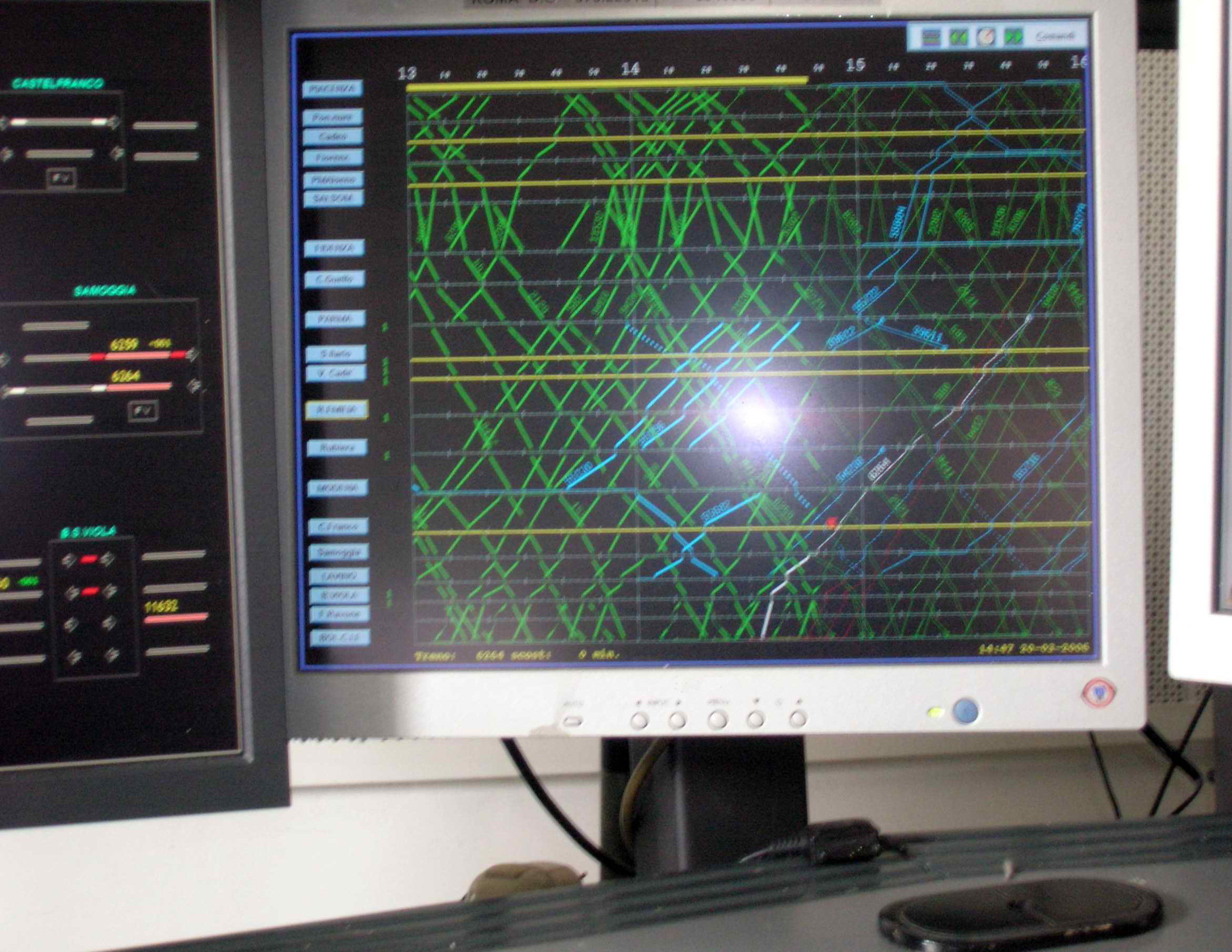
ダイヤグラム（イタリア）

国際列車が多数運転されているヨーロッパでは、鉄道のダイヤ改正は多くの国で一斉に実施される。近年の傾向として、国際列車が関係するダイヤ改正は、毎年12月中旬に最も大きな規模の改正（通称「冬ダイヤ」）があり、6月中旬にそれに次ぐ規模の改正（通称「夏ダイヤ」）がある。高速鉄道の開業も、おおむねこのダイヤ改正にあわせて実施される。例えば、2006年12月10日の改正ではドイツのニュルンベルク - インゴルシュタット高速新線が、2007年6月10日の改正ではフランスのLGV東ヨーロッパ線が開業している。
ただし、国によって改正日がずれることがあるほか、上記以外の時期でもダイヤ改正が実施されることもある。
2001年までは夏ダイヤの開始が5月最終日曜日または6月第1日曜日、冬ダイヤの開始は9月末から10月初めであり、冬ダイヤより夏ダイヤの改正規模が大きかった。
国際列車のダイヤを協議するため、1872年から国際時刻表会議（のちヨーロッパ時刻表会議、現ヨーロッパ列車フォーラム）が定期的に開催されている。